# Omiodes analis
Omiodes analis is een vlinder uit de familie van de grasmotten (Crambidae), uit de onderfamilie van de Spilomelinae. De wetenschappelijke naam van deze soort is voor het eerst voorgesteld door Pieter Snellen in een publicatie uit 1880.
De soort komt voor in India, Zuid-China, Taiwan en Indonesië (Sulawesi, Pulo Laut bij Borneo).